# 2020年ATP巡回赛
2022年ATP巡回赛是由职业网球联合会（ATP）在2020年网球赛季组织的全球男子职业网球巡回赛。 2020年ATP巡回赛日历包括大满贯赛事（由国际网球联合会（ITF）监督）， ATP总决赛，ATP杯，ATP世界巡迴賽1000大師賽，ATP世界巡回赛500系列赛事和ATP世界巡回赛250系列赛事。2020年赛季中本应该还包括台維斯盃（由ITF组织），东京夏季奥运会，ATP新生代总决赛，拉沃盃，但由于2019冠状病毒病疫情全部取消。

### 赛事日历
| 日期                                                                             | 巡回赛赛事 | 赛事参数                                                                           | 单打决赛                                                                   | 双打冠军                                                                                     |
| -------------------------------------------------------------------------------- | --- | ---------------------------------------------------------------------------------- | -------------------------------------------------------------------------- | -------------------------------------------------------------------------------------------- |
| 一月 (6)                                                                         | |                                                                                    |                                                                            |                                                                                              |
| 1月6日                                                                           | ATP杯 · 布里斯班, 珀斯, 悉尼 | ATP团体赛 - 硬地 $15,000,000 - 24支队伍                                            | 冠军： 塞爾維亞 · 亚军： 西班牙                                            | 四强： 俄羅斯 · 四强：                                                                       |
| 1月6日                                                                           | ATP卡達公開賽 · 多哈 | ATP250 - 硬地 $1,465,260 - 28S/16Q/16D                                             | 冠军： 安德烈·鲁布列夫 亚军： 科朗坦·穆泰                                  | 罗翰·波柏纳 卫斯理·库尔霍夫                                                                  |
| 1月13日                                                                          | 阿德莱德国际赛 · 阿德莱德 | ATP250 - 硬地 $610,010 - 28S/16Q/16D                                               | 冠军： 安德烈·鲁布列夫 亚军： 劳埃德·哈里斯                                | 馬西莫·岡薩雷斯 法布里斯·马丁                                                                |
| 1月13日                                                                          | ATP奥克兰公开赛 · 新西兰奥克兰 | ATP250 - 硬地 $610,010 - 28S/16Q/16D                                               | 冠军： 于戈·安貝爾 亚军： 伯諾瓦·帕爾雷                                    | 卢克·班布里奇 麦克拉克伦·勉                                                                  |
| 1月20日                                                                          | 澳大利亚网球公开赛 · 墨尔本 | 大满贯 - 硬地 A$32,846,000 - 128S/128Q/64D/32X                                     | 冠军： 諾瓦克·喬科維奇 亚军： 多米尼克·蒂姆                                | 拉傑夫·拉姆 乔·索尔兹伯里                                                                    |
| 二月 (12)                                                                        | |                                                                                    |                                                                            |                                                                                              |
| 2月3日                                                                           | 法國南部公開賽 · 法國蒙彼利埃 | ATP250 - 室内硬地 €606,350 - 28S/16Q/16D                                           | 冠军： 加埃爾·蒙菲爾斯 亚军： 瓦謝克·波斯皮西爾                            | 尼古拉·恰齐奇 马特·帕维奇                                                                    |
| 2月3日                                                                           | 马哈拉施特拉邦公开赛 · 印度马哈拉施特拉邦 | ATP250 - 硬地 $610,010 - 28S/16Q/16D                                               | 冠军： 吉力·維斯利 亚军： 叶格尔·格拉西莫夫                                | 安德烈·约兰松 克里斯托弗·朗卡特                                                              |
| 2月3日                                                                           | 科尔多瓦公开赛 · 阿根廷科尔多瓦 | ATP250 - 红土 $610,010 - 28S/16Q/16D                                               | 冠军： 克里斯蒂安·加林 亚军： 迪亞哥·塞巴斯蒂安·施瓦茲曼                   | 马塞洛·德莫里内 马特维·米德尔库普                                                            |
| 2月10日                                                                          | 鹿特丹公開賽 · 荷蘭鹿特丹 | ATP500 - 室内硬地 €2,155,295 - 32S/16Q/16D                                         | 冠军： 加埃爾·蒙菲爾斯 亚军： 费利克斯·奥热-阿利亚西姆                     | 皮埃尔-于格·埃贝尔 尼古拉·馬俞                                                               |
| 2月10日                                                                          | 纽约网球公开赛 · 美国纽约尤宁代尔 | ATP250 - 室内硬地 $804,180 - 28S/16Q/16D                                           | 冠军： 凱爾·埃德蒙 亚军： 安德烈亞斯·塞皮                                  | 多米尼克·英格洛特 阿薩姆-烏爾-哈克·奎雷西                                                    |
| 2月10日                                                                          | 阿根廷公开赛 · 阿根廷布宜诺斯艾利斯 | ATP250 - 红土 $696,280 - 28S/16Q/16D                                               | 冠军： 卡斯珀·鲁德 亚军： 佩德羅·索薩                                      | 馬塞爾·格拉諾勒斯 奥拉西奥·塞瓦略斯                                                          |
| 2月17日                                                                          | 里約網球公開賽 · 巴西里约热内卢 | ATP500 - 红土 $1,915,485 - 32S/16Q/16D                                             | 冠军： 克里斯蒂安·加林 亚军： 吉安卢卡·马格                                | 馬塞爾·格拉諾勒斯 奥拉西奥·塞瓦略斯                                                          |
| 2月17日                                                                          | 13公開賽 · 法國马赛 | ATP250 - 室内硬地 €769,670 - 28S/16Q/16D                                           | 冠军： 斯特凡諾斯·西西帕斯 亚军： 费利克斯·奥热-阿利亚西姆                 | 尼古拉·馬俞 瓦謝克·波斯皮西爾                                                                |
| 2月17日                                                                          | 德拉海滩网球公开赛 · 美国佛罗里达州德拉海滩 | ATP250 - 硬地 $673,655 - 32S/16Q/16D                                               | 冠军： 瑞利·奧普卡 亚军： 西岡良仁                                         | 鲍勃·布赖恩 迈克·布赖恩                                                                      |
| 2月24日                                                                          | 迪拜网球锦标赛 · 阿联酋迪拜 | ATP500 - 硬地 $2,950,420 - 32S/16Q/16D                                             | 冠军： 諾瓦克·喬科維奇 亚军： 斯特凡諾斯·西西帕斯                          | 約翰·皮爾斯 邁克爾·維納斯                                                                    |
| 2月24日                                                                          | 墨西哥公开赛 · 墨西哥阿卡普尔科 | ATP500 - 硬地 $2,000,845 - 32S/16Q/16D                                             | 冠军： 拉斐爾·拿度 亚军： 泰勒·哈利·弗里茨                                 | 盧卡斯·古博特 馬塞洛·梅洛                                                                    |
| 2月24日                                                                          | 智利公開賽 · 智利圣地亚哥 | ATP250 - 红土 $674,730 - 28S/16Q/16D                                               | 冠军： 卡斯珀·鲁德 亚军： 倫佐·奧利沃                                      | 罗伯托·卡巴列罗·巴耶纳 亚历杭德罗·达维多维奇                                                 |
| 三月 (1)                                                                         | |                                                                                    |                                                                            |                                                                                              |
| 3月2日                                                                           | 台維斯盃世界组资格赛 · 萨格勒布 · 匈牙利德布勒森 · 哥伦比亚波哥大 · 美国火奴鲁鲁 · 阿德莱德 · 義大利卡尔加里 · 德国杜塞尔多夫 · 努尔苏丹 · 斯洛伐克布拉迪斯拉发 · 奥地利普雷姆施泰滕 · 日本三木市 · 瑞典斯德哥尔摩 · | ATP团体赛 室内硬地 室内硬地 室内红土 室内硬地 硬地 红土 室内硬地 室内红土 室内硬地 | 胜组： · 匈牙利 · 哥伦比亚 · 美国 · 義大利 · 德国 · 捷克 · 奥地利 · 瑞典 · | 败组： · 比利时 · 阿根廷 · 印度 · 巴西 · 白俄羅斯 · 荷蘭 · 斯洛伐克 · 乌拉圭 · 日本 · 智利 · |
| 四月 (0) / 五月 (0) / 六月 (0) / 七月 (0) 赛事因为2019冠状病毒病疫情取消或者推迟 | |                                                                                    |                                                                            |                                                                                              |
| 八月 (2)                                                                         | |                                                                                    |                                                                            |                                                                                              |
| 8月24日                                                                          | 辛辛那提大師賽 · 美国纽约 | ATP1000 - 硬地 $4,674,780 - 56S/48Q/32D                                            | 冠军： 諾瓦克·喬科維奇 亚军： 米洛斯·拉奧歷                                | 巴勃羅·卡雷尼奧·布斯塔 亚历克斯·德米纳尔                                                     |
| 8月31日                                                                          | 美国网球公开赛 · 美国纽约 | 大满贯 - 硬地 $21,656,000 - 128S/32D                                               | 冠军： 多米尼克·蒂姆 亚军： 亞歷山大·茲韋列夫                              | 马特·帕维奇 布魯諾·蘇雷斯                                                                    |
| 九月 (4)                                                                         | |                                                                                    |                                                                            |                                                                                              |
| 9月7日                                                                           | 奥地利基茨比厄尔公开赛 · 奥地利基茨比厄尔 | ATP250 - 红土 €400,335 - 28S/24Q/16D                                               | 冠军： 米奥米尔·凯茨曼诺维奇 亚军： 扬尼克·汉夫曼                          | 奥斯汀·克拉吉塞克 弗兰科·斯库戈尔                                                            |
| 9月14日                                                                          | 羅馬大師賽 · 義大利罗马 | ATP1000 - 红土 €3,854,000 - 56S/64Q/32D                                            | 冠军： 諾瓦克·喬科維奇 亚军： 迪亞哥·塞巴斯蒂安·施瓦茲曼                   | 馬塞爾·格拉諾勒斯 奥拉西奥·塞瓦略斯                                                          |
| 9月21日                                                                          | 德國網球公開賽 · 德国汉堡 | ATP500 - 红土 €1,203,960 - 32S/16Q/16D                                             | 冠军： 安德烈·鲁布列夫 亚军： 斯特凡諾斯·西西帕斯                          | 約翰·皮爾斯 邁克爾·維納斯                                                                    |
| 9月27日                                                                          | 法国网球公开赛 · 法國巴黎 | 大满贯 - 红土 €18,209,040 - 128S/128Q/64D                                          | 冠军： 拉斐爾·拿度 亚军： 諾瓦克·喬科維奇                                  | 凯文·克拉维茨 安德烈亚斯·密斯                                                                |
| 十月 (7)                                                                         | |                                                                                    |                                                                            |                                                                                              |
| 10月12日                                                                         | 聖彼得堡公開賽 · 俄羅斯圣彼得堡 | ATP500 - 室内硬地 $1,399,370 - 32S/16Q/16D                                         | 冠军： 安德烈·鲁布列夫 亚军： 博爾納·丘里奇                                | 于爾根·梅爾策 爱德华·罗歇-瓦瑟兰                                                             |
| 10月12日                                                                         | 科隆网球公开赛 · 德国科隆 | ATP250 - 室内硬地 €325,610 - 28S/16Q/16D                                           | 冠军： 亞歷山大·茲韋列夫 亚军： 费利克斯·奥热-阿利亚西姆                   | 皮埃尔-于格·埃贝尔 尼古拉·馬俞                                                               |
| 10月12日                                                                         | 撒丁岛网球公开赛 · 義大利普拉 | ATP250 - 红土 €271,345 - 28S/16Q/16D                                               | 冠军： 拉斯洛·捷雷 亚军： 馬爾科·切基納托                                  | 馬庫斯·丹尼爾 菲利普·奥斯瓦尔德                                                              |
| 10月19日                                                                         | 欧洲网球公开赛 · 比利时安特卫普 | ATP250 - 室内硬地 €472,590 - 28S/16Q/16D                                           | 冠军： 于戈·安貝爾 亚军： 亚历克斯·德米纳尔                                | 約翰·皮爾斯 邁克爾·維納斯                                                                    |
| 10月19日                                                                         | 科隆网球锦标赛 · 德国科隆 | ATP250 - 室内硬地 €325,610 - 28S/16Q/16D                                           | 冠军： 亞歷山大·茲韋列夫 亚军： 迪亞哥·塞巴斯蒂安·施瓦茲曼                 | 雷文·克拉森 麦克拉克伦·勉                                                                    |
| 10月26日                                                                         | 維也納公開賽 · 奥地利维也纳 | ATP250 - 室内硬地 €1,550,950 - 32S/16Q/16D                                         | 冠军： 安德烈·鲁布列夫 亚军： 洛倫佐·索內戈                                | 盧卡斯·古博特 馬塞洛·梅洛                                                                    |
| 10月26日                                                                         | 阿斯塔纳公开赛 · 努尔苏丹 | ATP250 - 室内硬地 $337,000 - 28S/16Q/16D                                           | 冠军： 約翰·米爾蒙 亚军： 阿德里安·曼納里諾                                | 桑德尔·吉勒 约兰·弗利根                                                                      |
| 十一月 (3)                                                                       | |                                                                                    |                                                                            |                                                                                              |
| 11月2日                                                                          | 巴黎大師賽 · 法國巴黎 | ATP1000 - 室内硬地 €4,289,970 - 58S/28Q/24D                                        | 冠军： 丹尼爾·梅德韋傑夫 亚军： 亞歷山大·茲韋列夫                          | 费利克斯·奥热-阿利亚西姆 胡贝特·胡尔卡奇                                                     |
| 11月9日                                                                          | 索菲亚公开赛 · 保加利亚索菲亚 | ATP250 - 室内硬地 €389,270 - 28S/16Q/16D                                           | 冠军： 扬尼克·辛纳 亚军： 瓦謝克·波斯皮西爾                                | 傑米·穆雷 尼爾·斯庫普斯基                                                                    |
| 11月9日                                                                          | ATP世界巡回赛总决赛 · 英国伦敦 | 年终总决赛 - 室内硬地 $5,700,000 - 8S/8D                                           | 冠军： 丹尼爾·梅德韋傑夫 亚军： 多米尼克·蒂姆                              | 卫斯理·库尔霍夫 尼克拉·梅克蒂奇                                                              |

## 取消或者推迟的赛事
受2019冠状病毒病疫情影响，ATP巡回赛以下比赛因故被取消或推迟：
| 週       | 比赛                   | 状态                        |
| -------- | ---------------------- | --------------------------- |
| 3月9日   | 印地安泉大師賽         | 取消                        |
| 3月23日  | 邁阿密大師賽           | 取消                        |
| 4月6日   | 美国男子泥地网球锦标赛 | 取消                        |
| 4月6日   | 哈桑二世大奖赛         | 取消                        |
| 4月13日  | 蒙地卡羅大師賽         | 取消                        |
| 4月20日  | 巴塞隆納網球公開賽     | 取消                        |
| 4月20日  | 匈牙利公开赛           | 取消                        |
| 4月27日  | 埃斯托里尔公开赛       | 取消                        |
| 4月27日  | 巴伐利亚国际网球锦标赛 | 取消                        |
| 5月4日   | 馬德里大師賽           | 推迟到9月，最终取消         |
| 5月11日  | 羅馬大師賽             | 推迟到9月                   |
| 5月18日  | 日内瓦公开赛           | 取消                        |
| 5月18日  | 里昂公开赛             | 取消                        |
| 5月25日  | 法国网球公开赛         | 推迟到9月                   |
| 6月8日   | 斯图加特公开赛         | 取消                        |
| 6月8日   | 罗斯马伦草地网球锦标赛 | 取消                        |
| 6月15日  | 哈雷公開賽             | 取消                        |
| 6月15日  | 女王俱樂部錦標賽       | 取消                        |
| 6月22日  | 伊斯特本国际赛         | 取消                        |
| 6月22日  | 马略卡网球锦标赛       | 取消                        |
| 6月29日  | 温布尔登网球锦标赛     | 取消                        |
| 7月13日  | 汉堡欧洲公开赛         | 推迟到9月                   |
| 7月13日  | 名人堂公开赛           | 取消                        |
| 7月13日  | 瑞典網球公開賽         | 取消                        |
| 7月20日  | 洛斯卡沃斯公开赛       | 取消                        |
| 7月20日  | 瑞士格施塔德公开赛     | 取消                        |
| 7月20日  | 克罗地亚乌马格公开赛   | 取消                        |
| 7月27日  | 東京奧運               | 延期到2021年7月             |
| 7月27日  | 亚特兰大网球公开赛     | 取消                        |
| 7月27日  | 奥地利基茨比厄尔公开赛 | 推迟到9月                   |
| 8月3日   | 華盛頓公開賽           | 取消                        |
| 8月10日  | 加拿大大師賽           | 取消                        |
| 8月17日  | 辛辛那提大師賽         | 推迟到8月，賽事改至紐約舉辦 |
| 8月24日  | 溫斯頓-塞勒姆公開賽    | 取消                        |
| 9月21日  | 拉沃盃                 | 延期到2021年11月            |
| 9月21日  | 聖彼得堡公開賽         | 推迟到10月，升級為500賽     |
| 9月21日  | 摩泽尔公开赛           | 取消                        |
| 9月28日  | 成都网球公开赛         | 取消                        |
| 9月28日  | 珠海网球冠军赛         | 取消                        |
| 9月28日  | 索非亚公开赛           | 推迟到11月                  |
| 10月5日  | 日本網球公開賽         | 取消                        |
| 10月5日  | 中国网球公开赛         | 取消                        |
| 10月12日 | 上海大師賽             | 取消                        |
| 10月19日 | 斯德哥爾摩網球公開賽   | 取消                        |
| 10月19日 | 克里姆林盃             | 取消                        |
| 10月26日 | 瑞士室內網球賽         | 取消                        |
| 11月19日 | ATP新生代總決賽        | 取消                        |
| 11月23日 | 台維斯盃               | 延期到2021年11月            |